# Markus Daun
Markus Daun (født 10. december 1980 i Eschweiler, Vesttyskland) er en tysk tidligere fodboldspiller (angriber). 
Daun spillede i en årrække i Bundesligaen, hvor han blandt andet repræsenterede Leverkusen, Werder Bremen og Duisburg. Han vandt både det tyske mesterskab og DFB-Pokalen med Werder i 2004.

## Titler
Bundesligaen
- 2004 med Werder Bremen

DFB-Pokal
- 2004 med Werder Bremen